# Tim Tookey
Timothy Raymond Tookey (Edmonton, 29 agosto 1960) è un ex hockeista su ghiaccio canadese.
A cavallo fra gli anni 1980 e 1990 fu uno degli attaccanti più prolifici della American Hockey League, tanto da essere incluso nella Hall of Fame.

## Carriera
Tookey crebbe a livello giovanile nella Western Hockey League giocando per tre stagioni con i Portland Winterhawks, totalizzando nell'ultima stagione disputata 141 punti in 70 gare. In occasione dell'NHL Entry Draft 1979 fu scelto al quinto giro dai Washington Capitals.
Nel dicembre del 1980 esordì in National Hockey League con la maglia dei Capitals, franchigia con cui rimase fino al febbraio del 1982 quando fu ceduto ai Quebec Nordiques. Dal 1983 fino al 1985 giocò invece nell'organizzazione dei Pittsburgh Penguins. Tookey fu impiegato soprattutto nelle formazioni affiliate della American Hockey League, rispettivamente gli Hershey Bears, i Fredericton Express e i Baltimore Skipjacks, dimostrandosi uno dei centri più forti della lega.
Nel 1985 tornò ad Hershey conquistando il Jack A. Butterfield Trophy come miglior giocatore dei playoff nonostante la sconfitta in finale di Calder Cup. Un anno più tardi vinse il titolo di capocannoniere grazie ai 124 punti ottenuti in 80 gare di stagione regolare. Nella primavera del 1987 fu richiamato dai Philadelphia Flyers per disputare la finale di Stanley Cup persa contro gli Edmonton Oilers.
Conclusa la seconda esperienza con i Bears Tookey giocò le due stagioni successive nell'organizzazione dei Los Angeles Kings, giocando anche in AHL con i New Haven Nighthawks e in IHL con i Muskegon Lumberjacks.
Nel 1989 ritornò per una terza volta a Hershey, continuando per le cinque stagioni successive a produrre reti e assist, superando per tre anni di fila quota 30 reti. Nel 1992 fu premiato con il Fred T. Hunt Memorial Award per la sua professionalità e dedizione. Giocò un'ultima stagione in AHL nella stagione 1994-95 con i Providence Bruins, ricevendo la convocazione per il primo AHL All-Star Classic disputato a 35 anni di distanza dall'ultimo.

## Palmarès

### Individuale
- AHL Hall of Fame: 1

2008
- Fred T. Hunt Memorial Award: 1

1992-1993
- Les Cunningham Award: 1

1986-1987
- Jack A. Butterfield Trophy: 1

1985-1986
- John B. Sollenberger Trophy: 1

1986-1987 (124 punti)
- AHL All-Star Classic: 1

1995
- AHL First All-Star Team: 1

1986-1987
- AHL Second All-Star Team: 2

1985-1986, 1991-1992